# Witold Jakóbczyk
Witold Jakóbczyk (ur. 15 stycznia 1909 w Sosnowcu, zm. 3 października 1986 w Poznaniu) – historyk polski, badacz dziejów społecznych i politycznych Wielkopolski XIX wieku. Był autorem m.in. wysoko cenionej monografii umiarkowanego ruchu narodowego i społecznego w Wielkopolsce Studia nad dziejami Wielkopolski XIX wieku. Dzieje pracy organicznej. Opracował także pierwszą polską biografię Ottona von Bismarcka.

## Życiorys
Po uzyskaniu matury oraz ukończeniu Szkoły Podchorążych, w 1930 r. podjął studia historyczne na Uniwersytecie Poznańskim. Wyróżniając się wśród studentów dużymi zdolnościami, już w 1933 r. objął obowiązki asystenta wolontariusza. Zapisawszy się na seminarium magisterskie Jana Rutkowskiego), podjął badania nad uwarstwieniem ludności wiejskiej w królewszczyznach zachodnich województw Polski w drugiej połowie XVI wieku. Uczęszczał również na wykłady i seminaria prowadzone przez filozofa i socjologa Floriana Znanieckiego, aby osiągnąć wiedzę również z innych nauk humanistycznych, którą planował uwzględniać w swoich przyszłych badaniach historycznych. Według znawców tematu, w późniejszej karierze naukowej Jakóbczyk spełnił te postulaty, prowadząc badania w sposób nowoczesny i z wykorzystaniem warsztatu naukowego poszerzonego o dokonania innych nauk (przede wszystkim socjologii). W 1934 r. zdał egzamin magisterski, a dwa lata później jego praca dyplomowa doczekała się oficjalnej publikacji.
Razem ze Stanisławem Czapiewskim, Zbigniewem Sadkowskim i Jerzym Wygnanowskim redagował narodowo-radykalne pismo „Głos Akademicki“.
Był później asystentem na tej uczelni i uczestnikiem seminarium doktorskiego Adama Skałkowskiego). W trakcie przewodu doktorskiego badał życiorys Maksymiliana Jackowskiego, przeprowadzając rozległą kwerendę również w nieznanych powszechnie prywatnych archiwach rodzin ziemiańskich. Przy okazji dokonał pierwszego odkrycia, udowadniając na podstawie odnalezionego dokumentu, iż w 1848 r. w Wielkim Księstwie Poznańskim istniał rząd narodowy. W 1937 Jakóbczyk uzyskał stopień doktora - jego dysertacja doktorska doczekała się rok później publikacji drukiem. Do końca międzywojnia pracował jako adiunkt na Uniwersytecie Poznańskim. Żołnierz Kampanii Wrześniowej, w trakcie jej walk trafił do niewoli i do końca drugiej wojny światowej przebywał w obozie jenieckim.
Po II wojnie światowej powrócił do pracy na reaktywowanym Uniwersytecie Poznańskim (od 1955 r. imienia Adama Mickiewicza). Już w 1946 r. opublikował biografię Karola Marcinkowskiego, którą później dwukrotnie (w 1966 i 1981) gruntownie rozbudował. W 1950 r. przygotował monografię Hakaty, jej druk zablokowała jednak cenzura. Od 1952 należał do PZPR. W 1954 został profesorem nadzwyczajnym. Na jego seminaria uczęszczali również studenci historii z USA. W 1979 r. przeszedł na emeryturę, lecz nadal prowadził działalność badawczą, a część przygotowanych przez niego prac zdołano opublikować dopiero po jego śmierci.
Był odznaczony Krzyżem Oficerskim Orderu Odrodzenia Polski, Medalem Komisji Edukacji Narodowej i odznaką Zasłużony Nauczyciel PRL.
Utworzył oraz przez ponad dwadzieścia lat kierował Zakładem Najnowszej Historii Polski oraz był zastępcą sekretarza generalnego Poznańskiego Towarzystwa Przyjaciół Nauk. Uhonorowany licznymi nagrodami naukowymi oraz odznaczeniami państwowymi.Swoje prace wydawał również zagranicą, w NRD, ZSRR i USA.

## Zainteresowania i poglądy naukowe
Pracę magisterską napisał z zakresu XVI wieku, w późniejszej karierze naukowej skupił się jednak na wieku XIX - zwłaszcza na jego dziejach politycznych i społecznych. Jako autor biografii Karola Marcinkowskiego, rysował jego sylwetkę jako wzór postaw obywatelskich i przykład godny naśladowania. W przedmowie do trzeciego wydania tej biografii, napisanej latem 1980 r. w trakcie wstrząsu społecznego po strajkach i powstaniu Solidarności, zamieścił słowa:
(...) kończyłem tę książkę w dniach wielkiego ożywczego wstrząsu, który przypomniał nie tylko o prawach, ale i obowiązkach obywatelskich. Wzór "obywatela w narodzie" jest i będzie zawsze aktualny.
Skupiał się głównie na dziejach Wielkopolski. Z czasem rozszerzył swoje zainteresowania również na problem ruchu narodowego na Śląsku i w Gdańsku. W 1950 r. przygotował monografię o Hakacie, która miała uzupełnić jedyną funkcjonującą w historiografii publikację na ten temat amerykańskiego historyka Richarda Wonsera (Germanizing Prussian Poland, 1941), która jako oparta wyłącznie na literaturze niemieckiej (autor nie znał języka polskiego), była zbyt jednostronna. Pomimo przygotowania rozprawy do druku, publikacja została zablokowana z powodu ingerencji cenzury. Do tematu Jakóbczyk zdołał powrócić dopiero w 1966 r., gdy zainicjował i współtworzył nową syntezę pt. Dzieje Hakaty (opublikowaną również w języku niemieckim w NRD). 
W latach pięćdziesiątych i sześćdziesiątych tworzył trzytomowe Studia nad dziejami Wielkopolski w XIX wieku (Dzieje pracy organicznej) (t. 1 za lata 1815-1850 - 1951 r.; t. 2 za lata 1850-1890 - 1959, t. 3 za lata 1890-1914 - 1967), w których publikacji widział jako cel "przedstawienie pracy organicznej i zorganizowanej obrony narodowości w Poznańskiem w ciągu XIX wieku". Wzorując się na historiografii francuskiej, podkreślał rolę instytucji w kształtowaniu nowoczesnego narodu.
W 1961 r. napisał pierwszą w polskiej literaturze biografię Bismarcka, która okazała się bestsellerem i w 10 lat później doczekała się drugiego wydania. Był również redaktorem naczelnym oraz autorem kilku części tomu Dziejów Wielkopolski obejmującego lata zaborów. W swoich partiach tekstu sprzeciwiał się tezie, jakoby to Prusacy "nauczyli Wielkopolan gospodarności" i wykazywał, że poza działaniami zaborców, wielkopolscy Polacy swój wysoki poziom cywilizacyjny zawdzięczali również własnej aktywności sięgającej korzeniami czasów I Rzeczypospolitej.
W pracy na temat Komisji Kolonizacyjnej przedstawił odmienną od dotychczasowej historiografię jej wizję, ukazując ją z punktu widzenia jej samej oraz osadników. W 1984 r. wydał z kolei syntezę historii niemieckiej w latach 1815-1919, skupiając się na procesach zjednoczeniowych Niemiec oraz ich konsekwencjach. Podkreślał w niej istniejące w tych latach tendencje "za" i "przeciw" zjednoczeniu, wysuwane przez różne środowiska, wykazał też m.in. tezę, iż pokonane po I wojnie światowej Niemcy jako Republika Weimarska paradoksalnie zdołały osiągnąć szczytową możliwość centralizacji, a urzędowi jej prezydenta mimo silnych tendencji demokratyzacyjnych przypadały prerogatywy, których nie zdołały osiągnąć nawet rządy cesarskie.
Został pochowany na Cmentarzu Junikowo w Poznaniu w Alei Zasłużonych (AZ-2-P-20).

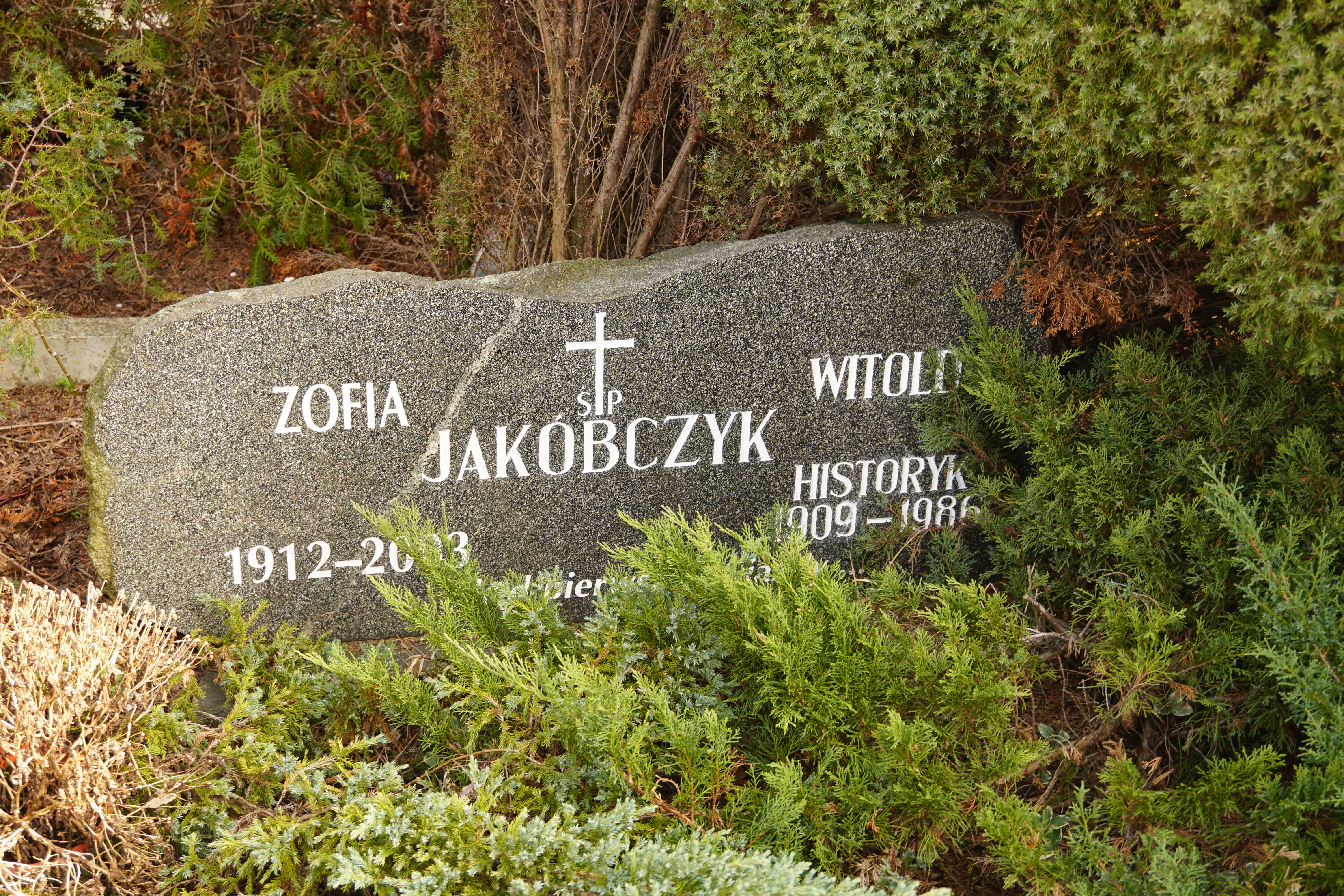
Grób prof. Witolda Jakóbczyka na Cmentarzu Junikowskim

## Publikacje
- Rząd Narodowy w 1848 r., Poznań 1935.
- Początki Kółek włościańskich w Wielkopolsce, Poznań 1936.
- Uwarstwienie ludności wiejskiej w królewczyznach zachodnich województw Korony w drugiej połowie XVI w., Lwów-Warszawa 1936.
- Cieszkowski i Liga Polska, Warszawa 1938.
- Patron Jackowski, Poznań 1938.
- Pierwsze Centralne Towarzystwo Rolnicze w Poznańskim, Poznań 1939.
- Doktor Marcin, Poznań 1946 - biografia Karola Marcinkowskiego.
- Z dziejów odrodzenia narodowego Śląska XIX wieku, Poznań 1949.
- Studia nad dziejami Wielkopolski XIX wieku. Dzieje pracy organicznej, t. 1-3, Poznań 1951-1967.
- Uwłaszczenie chłopów w Wielkopolsce w XIX w., Warszawa 1951.
- Ks. Hugo Kołłątaj (1750-1812), Poznań 1951.
- Komplikacje regulacyjne w Poznańskiem, Poznań 1952.
- Wielkopolska (1815-1850): wybór źródeł, Wrocław 1952.
- Z dziejów ruchu robotniczego w Poznaniu, Poznań 1953.
- Wielkopolska (1851-1914): wybór źródeł, Wrocław 1954.
- Szkoła rolnicza w Żabikowie 1870-1876, Poznań 1955.
- Wybitni Wielkopolanie XIX wieku, Poznań 1959. (red.)
- Bismarck, Warszawa 1961.
- Dzieje Hakaty (z A. Galosem i F.H. Gentzenem, Poznań 1966.
- Karol Marcinkowski: 1800-1846, Poznań 1966.
- Ustawa osadnicza z 1904 roku, Poznań 1967.
- Wielkopolska szkoła edukacji narodowej : studia i wspomnienia z dziejów Gimnazjum Męskiego w Ostrowie Wielkopolskim w 125-lecie jego założenia, 1845-1970
- Dzieje Wielkopolski. T. 2, Lata 1793-1918, Poznań 1973. (red.)
- Działalność naukowa prof. dra Zdzisława Grota, Poznań 1974.
- Kolonizatorzy i hakatyści, Lublin 1974.
- Materiały do dziejów pruskiej polityki germanizacyjnej ziem polskich z 1886 r., Poznań 1975.
- Pruska Komisja Osadnicza 1886-1919, Poznań 1976.
- Na pograniczu pomorskim : polska penetracja osadnicza z Pomorza Wschodniego na Pomorze Zachodnie na przełomie XIX i XX wieku, Poznań 1976.
- Historyczna rola bibliotek ludowych pod zaborem pruskim, Poznań 1980.
- Towarzystwo Czytelni Ludowych: 1880-1939: w obronie narodowości, Poznań 1982.
- Wielkopolskie kółka rolnicze 1866-1939, Poznań 1982.
- Niemcy 1815-1919 - między partykularyzmem a federalizmem, Warszawa 1984.
- Towarzystwo Naukowej Pomocy w Wielkopolsce 1841-1939, Poznań 1985.
- W Poznańskim Bazarze 1838-1939, Poznań 1986.
- Wojacy-organicznicy-narodowcy, Gdańsk 1987.
- Zasłużeni Wielkopolanie XIX wieku, Warszawa 1987.
- Przetrwać nad Wartą 1815-1914, Warszawa 1989.
- Krocząc gościńcem wytyczonym przez Karola Marcinkowskiego, Poznań 2007.